# Lista över Bank of England-chefer
Chefstiteln för Bank of England, Storbritanniens (ursprungligen Englands) centralbank, är Governor (Guvernör), och följande personer har genom åren haft denna titel.

## Chefer över Bank of England
| - Sir John Houblon (1694–1697) - Sir William Scawen (1697–1699) - Nathaniel Tench (1699–1701) - John Ward (1701–1703) - Abraham Houblon (1703–1705) - Sir James Bateman (1705–1707) - Francis Eyles (1707–1709) - Sir Gilbert Heathcote (1709–1711) - Nathaniel Gould (1711–1713) - John Rudge (1713–1715) - Sir Peter Delmé (1715–1717) - Sir Gerard Conyers (1717–1719) - John Hanger (1719–1721) - Sir Thomas Scawen (1721–1723) - Sir Gilbert Heathcote (1723–1725) - William Thompson (1725–1727) - Humphry Morice (1727–1729) - Samuel Holden (1729–1731) - Sir Edward Bellamy (1731–1733) - Horatio Townshend (1733–1735) - Bryan Benson (1735–1737) - Thomas Cooke (1737–1740) - Delillers Carbonnel (1740–1741) - Stamp Brooksbank (1741–1743) - William Fawkener (1743–1745) - Charles Savage (1745–1747) - Benjamin Longuet (1747–1749) - William Hunt (1749–1752) - Alexander Sheafe (1752–1754) - Charles Palmer (1754–1756) - Matthews Beachcroft (1756–1758) - Merrick Burrell (1758–1760) - Bartholomew Burton (1760–1762) - Robert Marsh (1762–1764) - John Weyland (1764–1766) - Matthew Clarmont (1766–1769) - William Cooper (1769–1771) - Edward Payne (1771–1773) - James Sperling (1773–1775) - Samuel Beachcroft (1775–1777) - Peter Gaussen (1777–1779) - Daniel Booth (1779–1781) - William Ewer (1781–1783) - Richard Neave (1783–1785) - George Peters (1785–1787) - Edward Darell (1787–1789) - Mark Weyland (1789–1791) - Samuel Bosanquet (1791–1793) - Godfrey Thornton (1793–1795) - Daniel Giles (1795–1797) - Thomas Raikes (1797–1799) - Samuel Thornton (1799–1801) - Job Mathew (1801–1802) - Joseph Nutt (1802–1804) - Benjamin Winthrop (1804–1806) - Beeston Long (1806–1808) - John Whitmore (1808–1810) - John Pearse (1810–1812) - William Manning (1812–1814) - William Mellish (1814–1816) - Jeremiah Harman (1816–1818) | - George Dorrien (1818–1820) - Charles Pole (1820–1822) - John Bowden (1822–1824) - Cornelius Buller (1824–1826) - John Baker Richards (1826–1828) - Samuel Drewe (1828–1830) - John Horsley Palmer (1830–1833) - Richard Mee Raikes (1833–1834) - James Pattison (1834–1837) - Timothy Abraham Curtis (1837–1839) - Sir John Rae Reid (1839–1841) - Sir John Henry Pelly (1841–1842) - William Cotton (1842–1845) - John Benjamin Heath (1845–1847) - William Robinson Robinson (april 1847-augusti 1847) - James Morris (1847–1849) - Henry James Prescot (1849–1851) - Thomson Hankey (1851–1853) - John Gellibrand Hubbard (1853–1855) - Thomas Matthias Weguelin (1855–1857) - Sheffield Neave (1857–1859) - Bonamy Dobrée (1859–1861) - Alfred Latham (1861–1863) - Kirkman Daniel Hodgson (1863–1865) - Henry Lancelot Holland (1865–1867) - Thomas Newman Hunt (1867–1869) - Robert Wigram Crawford (1869–1871) - George Lyall (1871–1873) - Benjamin Buck Greene (1873–1875) - Henry Hucks Gibbs (1875–1877) - Edward Howley Palmer (1877–1879) - John William Birch (1879–1881) - Henry Riversdale Grenfell (1881–1883) - John Saunders Gilliat (1883–1885) - James Pattison Currie (1885–1887) - Mark Wilks Collet (1887–1889) - William Lidderdale (1889–1892) - David Powell (1892–1895) - Albert George Sandeman (1895–1897) - Hugh Colin Smith (1897–1899) - Samuel Steuart Gladstone (1899–1901) - Augustus Prevost (1901–1903) - Samuel Hope Morley (1903–1905) - Alexander Falconer Wallace (1905–1907) - William Middleton Campbell (1907–1909) - Reginald Eden Johnston (1909–1911) - Alfred Clayton Cole (1911–1913) - Sir Walter Cunliffe (1913–1918) (Lord Cunliffe från 1914) - Sir Brien Cokayne (1918–1920) - Montagu Norman (1920–1944) - Thomas Sivewright Catto, 1st Baron Catto (1944–1949) - Cameron Cobbold (mars 1949-30 juni 1961) (Lord Cobbold från 1960) - George Rowland Stanley Baring, 3rd Earl of Cromer (1 juli 1961–1966) - Sir Leslie O'Brien (1966–1973) - Gordon Richardson (1973–1983) - Robin Leigh-Pemberton (1983–1993) - Sir Edward George (1993–2003) - Mervyn King (2003–2013) - Mark Carney (2013–2020) - Andrew Bailey (från 2020) |